# Hijos de J. Barreras
Le chantier naval Hijos de J. Barreras est situé à Vigo en Espagne. Son principal actionnaire est la compagnie pétrolière Pemex au travers de sa filiale PMI Holdings B.V. 
Son activité principale est le design et la construction de bateaux de grand tonnage en acier.

## Produits
Le chantier naval Barreras se consacre à la fabrication de bateaux de grand tonnage allant jusqu'à 200 mètres de longueur. Il s'est spécialisé dans les navires du type thoniers, ferrys, offshore, porte-conteneur, Ro-Ro et navires sismiques.

## Certifications de Qualité
Le chantier naval est en possession des certifications de qualité suivantes : ISO 9001, ISO 14001 et OHSAS 18001.

## Prix et reconnaissances
En 2010, le ferry Volcán del Teide construit par le Chantier naval Barreras, obtient la 2e place au concours Buques Destacados, organisé annuellement par le Collège officiel d'ingénieurs navals et l'Association d'ingénieurs navals et océaniques d'Espagne.
En 2009 le chantier naval s'impose au concours Buques Destacados avec le navire sismique WG Columbus.
En 2008 la session plénière de la Mairie de Vigo, décide à l'unanimité d'accorder au chantier naval la Médaille d'or de Vigo, en reconnaissance pour sa contribution au développement industriel de la ville.

## Actionnariat
L'actionnariat du chantier naval Barreras est, en 2016, partagé entre les entreprises suivantes :
- PMI Holdings B.V. filiale des Pétroles Mexicains (Pemex) : 51 %
- José García Costas et son groupe d'entreprises (Emenasa y Baliño) : 24,5 %
- Ignacio Lachaga et l'armateur de bateaux de thon Albacora : 24,5 %

## Navires connus
- Ysabel (A-06)